# Stazione di Castlebar
La stazione di Castlebar  è una stazione ferroviaria della  Westport–Portarlington che fornisce servizio all'omonima cittadina della contea di Mayo, Irlanda.

## Storia
La stazione fu aperta il 17 dicembre 1862.

## Strutture ed impianti
La stazione è dotata di due binari.

## Servizi ferroviari
- InterCity Dublino Heuston-Westport

## Servizi
- Servizi igienici
- Capolinea autolinee
- Biglietteria a sportello
- Biglietteria self-service
- Distribuzione automatica cibi e bevande